# View (EP)
《View》는 2015년 9월 9일 윤하가 일본에서 발매한 두 번째 EP 앨범이다. 

## 트랙 리스트
CD
1. 雨の香り  [비의 향기]
2. 星よりも遠い人 [별보다 먼 사람]
3. View
4. 熱く私を (Japanese ver.) 韓国ドラマ「ピノキオ」OST [뜨겁게 나를 (일본어 버전) 드라마 '피노키오' OST]
5. 朝が明けるまで feat. 2nd Moon (Japanese ver.) 韓国ドラマ「深夜食堂」OST [아침이 밝아 올 때까지 feat. 두번째 달 (일본어 버전) 드라마 '심야식당' OST]